# Moss Bluff
Moss Bluff – jednostka osadnicza w Stanach Zjednoczonych, w stanie Luizjana, w parafii Calcasieu.